# Castillo de Takatō
El castillo de Takatō (高遠城 Takatō-jō?) es una fortificación japonesa construida sobre una colina que data del siglo XVI. Se encuentra en Ina, ciudad de la prefectura de Nagano. Los edificios se conservan como Lugar Histórico y forma parte de la lista de «100 notables castillos de Japón».

## Historia
Si bien no se conoce con certeza el año de construcción del castillo original, originalmente había una fortificación en el mismo lugar controlada por el clan Takatō para los Suwa. Cuando Takeda Shingen atacó a los locales en 1545, se hizo cargo de la fortaleza y la reconstruyó hasta convertirla en un castillo típico de la época. Posteriormente Oda Nobunaga ocupó el complejo, quien lo fortificó con grandes fosos secos alrededor de cada uno de los recintos. Desde la caída de Shingen hasta principios del período Edo los Naitō se convirtieron en los señores feudales de la zona; con la Restauración Meiji el castillo quedó finalmente abandonado.

## Conservación

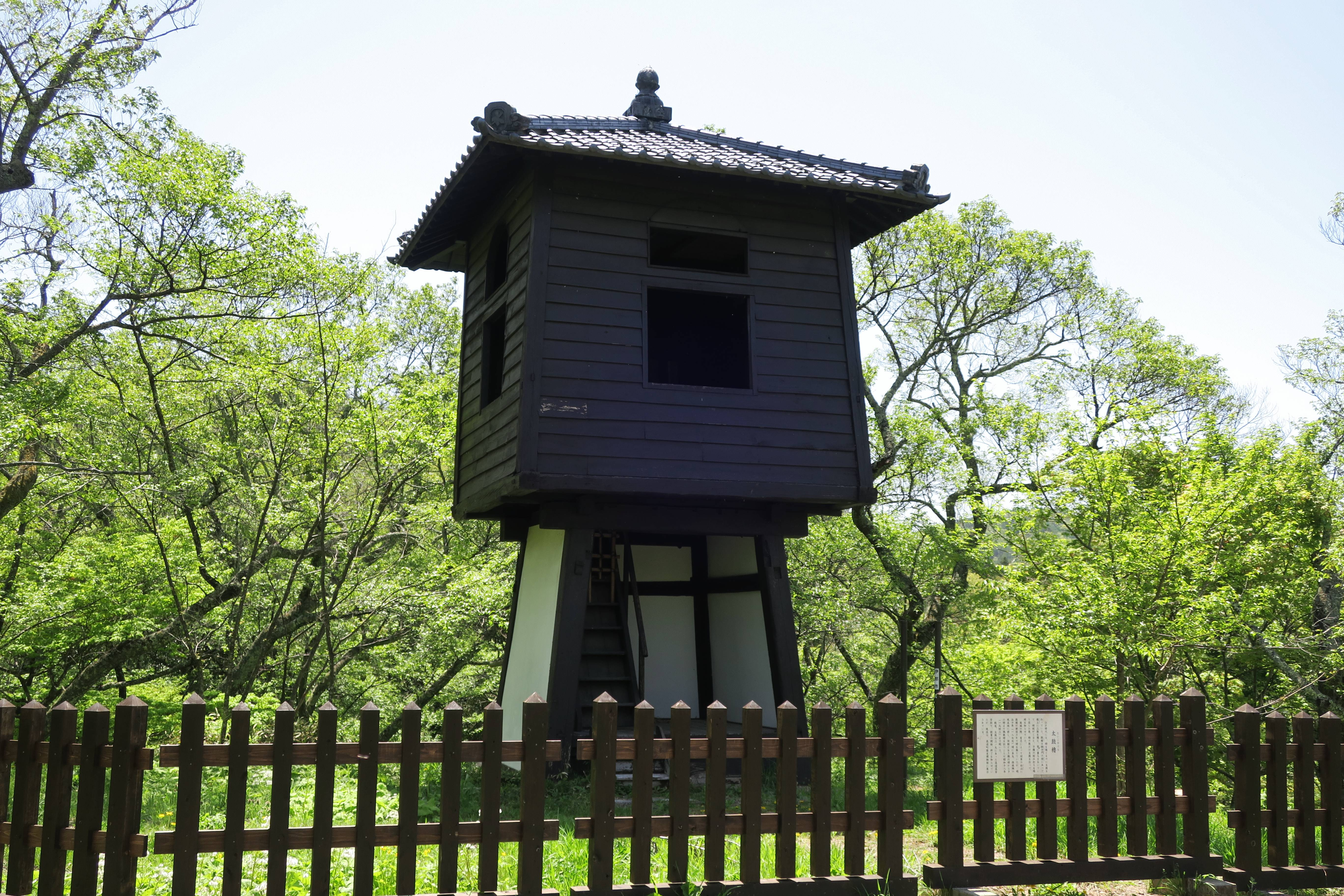
La yagura Taiko, al oeste del parque.

El castillo conserva algunas puertas originales y una de sus torretas fue reconstruida en 1902. Durante 1930 se construyó en el recinto el Takatokaku, que combina arquitectura occidental y oriental propia de la era Showa. En 1876, los antiguos samuráis que trabajaron en la fortaleza plantaron cerezos y transformaron los terrenos en un parque. En la actualidad cuenta con unos 1500 árboles de este tipo y alrededor de 250 arces. En abril se celebra un festival para observar la floración de los cerezos bastante concurrido por los visitantes.